# 아드메토스

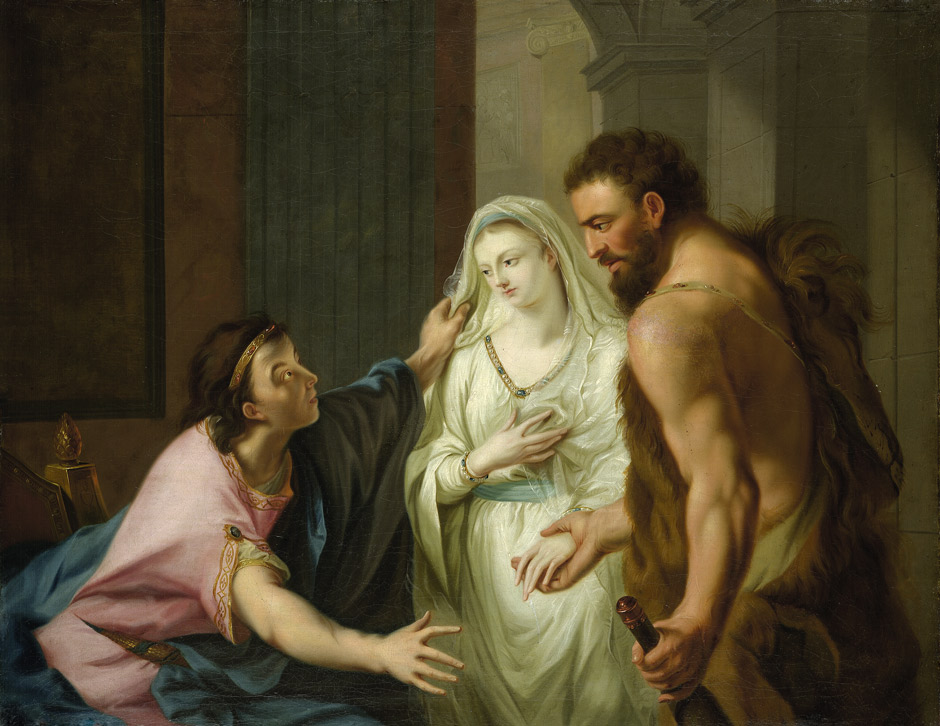
《헤라클레스가 죽음의 신 타나토스에게서 알케스티스를 빼앗아 아드메토스에게 데려가다》(Herkules entreißt Alkestis dem Totengott Thanatos und führt sie dem Admetus zu), 요한 하인리히 티슈바인 작(1780년경)

아드메토스(그리스어: Άδμητος)는 그리스 신화에서 테살리아 페라이의 왕이었다. 아버지 페레스의 뒤를 이어 왕위에 올랐다. 그는 아르고나우타이의 일원이었으며 칼리돈의 멧돼지 사냥의 모험에도 참가했다.
다른 아드메토스로는 트로이아 전쟁에 참가한 사람이 있다.

## 페라이의 왕

### 아폴론과 아드메토스
아드메토스는 공평하고 호의적인 왕으로 유명하다. 아폴론이 자신의 아들 아스클레피오스의 죽음으로 인해 화가나서 퀴클롭스를 죽이고나서 속죄하기 위해 인간세상으로 내려가서 살게 되었을 때 아폴론은 아드메토스의 집에서 가축을 치면서 일했다. 그의 공정한 처사에 감명받은 아폴론은 나중에 아드메토스의 모든 소가 쌍둥이를 낳게 해주었다.
아폴론은 또한 아드메토스가 이올코스의 공주 알케스티스를 얻는데도 도움을 주었다. 알케스티스의 아버지 펠리아스는 딸의 구혼자들에게 멧돼지와 사자에게 멍에를 씌워 전차를 끌게 했는데 아드메토스는 아폴론의 도움으로 동물들에게 멍에를 씌우고 전차를 조종할 수 있었고 그 결과 알케스티스와 결혼 할 수 있었다. 이 결혼식에서 아드메토스는 그만 아르테미스 여신에게 밉보여서 여신은 신부의 방에 뱀을 풀어놓았다. 이 때도 아폴론은 아드메토스에게 아르테미스여신께 제물을 바치라고 조언을 하여 곤경에서 벗어나게 해주었다.

### 알케스티스
아드메토스가 죽게 되었을 때 아폴론은 다시 한번 도움을 주는데 운명의 여신이 찾아 왔을 때 아폴론은 운명의 여신을 취하게 하고 아드메토스 대신 죽어줄 사람이 있으면 아드메토스를 데려가지 않겠다는 약속을 받았다. 처음에 아드메토스의 늙은 부모가 기꺼이 죽어줄 줄 알았으나 부모는 죽기를 꺼려하고 그의 아내 알케스티스가 남편 아드메토스 대신 죽는다. 이 이야기는 에우리피데스의 비극 《알케스티스》의 소재가 되었다.
그런데 이무렵 디오메데스의 암말을 처치하러 가던 헤라클레스가 페라이에 머물게 되는데 헤라클레스는 아드메토스의 환대에 감명받아 그를 도와준다. 헤라클레스는 알케스티스의 무덤으로 내려가 죽음의 신 타나토스와 레슬링을 벌이고 결국 타나토스를 이겨 알케스티스를 살려주게 만든다.

### 자식들
아드메토스와 알케스티스 사이에는 1남1녀를 두었다. 아드메토스의 아들 에우멜로스는 트로이아 전쟁에서 페라이군을 이끌고 그리스 연합군으로 참전한다. 딸로는 페리멜레사 있다.

## 트로이아 사람, 아드메토스
아드메토스란 이름의 트로이아 사람이 있는데 트로이 전쟁에서 필록테테스에게 죽었다.